# 6218 Мізушіма
6218 Мізушіма (6218 Mizushima) — астероїд головного поясу, відкритий 12 березня 1977 року.
Тіссеранів параметр щодо Юпітера — 3,583.